# Ямая
Я́мая (эст. Jämaja), ранее Я́мма, на письме также Jamaja — деревня в волости Сааремаа уезда Сааремаа, Эстония.
До административной реформы местных самоуправлений Эстонии 2017 года входила в состав волости Торгу (упразднена).

## География и описание
Расположена на острове Сааремаа, на полуострове Сырве, в  км от волостного и уездного центра — города Курессааре.  Высота над уровнем моря — 9 метров.  
Климат умеренный. Официальный язык — эстонский. Почтовый индекс — 93238.

## Население
По переписи населения 2021 года, в Ямая насчитывалось 17 жителей, все — эстонцы.
По данным переписи населения 2011 года в деревне проживали 19 человек, также все — эстонцы.
Численность населения деревни Ямая по данным переписей населения:
| Год  | 1959 | 1970 | 1979 | 1989 | 2000 | 2011 | 2021 |
| ---- | ---- | ---- | ---- | ---- | ---- | ---- | ---- |
| Чел. | 68   | ↘ 31 | → 31 | ↗ 39 | ↘ 31 | ↘ 19 | ↘ 17 |

## История
В источниках 1798 года упоминается Jam̄a (деревня), 1855–1859 годов — Ямма (церковная деревня). 
Деревня Ямая возникла рядом с церковью Ямая и церковной мызой. До земельной реформы 1919 года основная часть деревни принадлежала рыцарской мызе Торкенхоф (нем. Torkenhof, Торгу, эст. Torgu mõis). Возникшее после реформы в 1920-х годах поселение на землях церковной мызы после 1930-х годов было объединено с деревней Ямая. 
В советское время на кладбище деревни Ямая был установлен «Памятник Неизвестному Солдату» с надписью «Неизвестному солдату. Пал в Сырве 1941—1944». Памятник связан с двумя событиями Великой Отечественной войны — Моонзундской оборонительной операцией РККА 1941 года и Моонзундской десантной операцией советских войск 1944 года. В протоколе от 30 ноября 2022 года рабочая группа по советским памятникам при Госканцелярии Эстонии признала этот памятник «нейтральным монументом», т. е. не подлежащим демонтажу. Согласно советским данным 1974 года, здесь похоронен 31 красноармеец; в списках братских могил от 1978 года не упоминается (см. Список советских военных памятников Эстонии).